# 雅沃格
雅沃格（法語：Javaugues，法語發音：[ʒavoɡ]）是法国上卢瓦尔省的一个市镇，属于布里尤德区。

## 地理
雅沃格（45°17'20"N, 3°28'51"E）面积6.98 平方千米，位于法国奥弗涅-罗讷-阿尔卑斯大区上盧瓦爾省，该省份为法国中南部省份，北起多姆山省和卢瓦尔省，西接康塔爾省，南至洛泽尔省，东临阿尔代什省。
与雅沃格接壤的市镇（或旧市镇、城区）包括：沙尼亚、弗吕日耶尔勒潘、拉沃迪约、杜隆河畔圣迪迪耶。

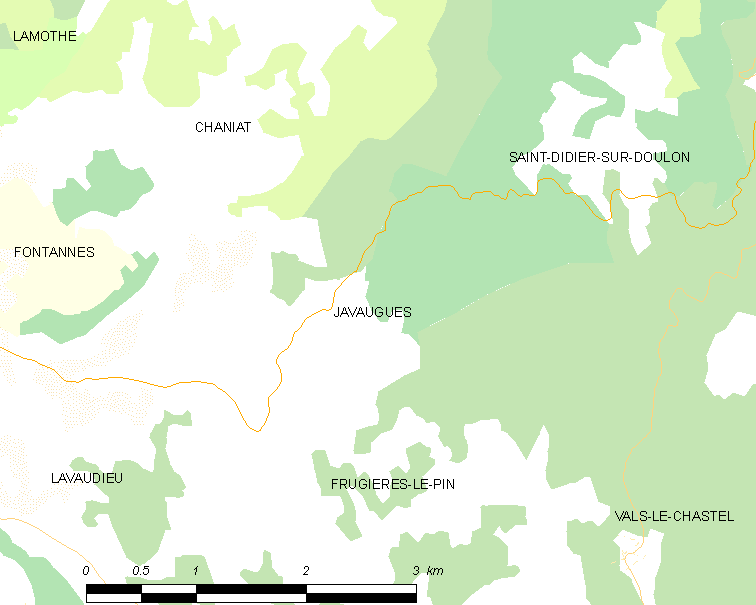
雅沃格的OSM定位图

雅沃格的时区为UTC+01:00、UTC+02:00（夏令时）。

## 行政
雅沃格的邮政编码为43100，INSEE市镇编码为43105。

## 政治
雅沃格所属的省级选区为拉法耶特地区县。

## 人口

1962-2008年间雅沃格人口变化图示

雅沃格于2022年1月1日时的人口数量为177人。